# Mindolluin Montes
I Mindolluin Montes sono una formazione geologica sulla superficie di Titano.
Prendono il nome dal Mindolluin, monte dell'universo immaginario di Arda, creato dallo scrittore J. R. R. Tolkien.